# Apanteles nixoni
Apanteles nixoni är en stekelart som beskrevs av Song 2002. Apanteles nixoni ingår i släktet Apanteles och familjen bracksteklar. Inga underarter finns listade i Catalogue of Life.